# نظرية يامادا واتانابي
نظرية يامادا–واتانابي هي واحدة من النتائج الجوهرية في نظرية الاحتمالات وحساب التفاضل التصادفي، وتتناول العلاقة بين أنماط الحلول المختلفة للمعادلات التفاضلية التي يدخل في تركيبها عنصر الصدفة، أي ما يُعرف بـ المعادلات التفاضلية التصادفية.
تُنصّ النظرية على ما يلي: إذا توفّر لـمعادلة تفاضلية تصادفية حلٌ ضعيف وهو حل لا يُشترط فيه أن يكون مبنيًا على عملية براونية معيّنة أو على مساحة احتمالية معينة؛ بل يُترك المجال مفتوحًا لاختيار هذه الأدوات المناسبة.  وكان هذا الحل يتمتّع بــتفرد المسار  إذا انطلق حلّان من نفس البيانات الابتدائية ونفس العملية البراونية، فإنهما يتطابقان في كل لحظة زمنية تقريبًا، فإن ذلك يقتضي بالضرورة وجود حل قوي وهو حل مُحدد بدقة على نفس الفضاء الاحتمالي الذي وُضعت فيه العملية العشوائية. ويترتّب عليه كذلك تفرد في التوزيع أي أن التوزيع الاحتمالي الكامل للمسار هو نفسه لكل حل ممكن.
بعبارة أوضح، فإن تحقق تفرد المسار—أي أن مسارات الحل تتطابق إذا انطلقت من نفس الدالة العشوائية الابتدائية—مع وجود حل ضعيف، كافٍ لضمان وجود حل أقوى من حيث الاعتمادية البنيوية، يكون مرتبطًا صريحًا بـ حركة براونية مفروضة مسبقًا (أو بمصدر الضوضاء العشوائي).
وقد صيغت هذه النظرية لأول مرة في إطار معادلات إيتو من البُعد {\displaystyle n}، حيث الصيغة العامة للمعادلة تكون على النحو:
{\displaystyle dX_{t}=b(X_{t})\,dt+\sigma (X_{t})\,dW_{t}}
حيث:
- {\displaystyle X_{t}} هو المتغيّر العشوائي الذي نسعى إلى إيجاد مساره عبر الزمن،
- {\displaystyle b} هو معامل الانجذاب أو الانجراف،
- {\displaystyle \sigma } هو معامل التشتت أو التقلّب،
- {\displaystyle W_{t}} تمثل عملية براونية قياسية.

وقد قام بإثباتها العالِمان اليابانيان توشيو يامادا وشينزو واتانابي في سنة 1971، ضمن ورقتهما البحثية الشهيرة التي نُشرت في دورية جامعة كيوتو للرياضيات.
وقد اكتسبت هذه النظرية أهميةً كبيرة في التطبيقات الهندسية والمالية والفيزيائية التي تعتمد على نمذجة الظواهر العشوائية. ومنذ نشرها، ظهرت لها تعميمات عديدة، من أبرزها تعميم يشمل شبه-مارينغالات، وقد برهنه جان جاكود سنة 1980، في ورقة بحثية أصبحت من الكلاسيكيات في هذا الحقل.

### تاريخها والتعميمات التي لحقت بها
قام الرياضي الفرنسي جان جاكود بتوسيع النظرية لتشمل معادلات تفاضلية تصادفية من الشكل:
{\displaystyle dX_{t}=u(X,Z)\,dZ_{t}}
وهنا:
- {\displaystyle X_{t}} هو المتغير الذي نبحث عن تطوره عبر الزمن،
- {\displaystyle Z_{t}} يمثل نوعًا خاصًا من العمليات العشوائية يُعرف باسم شبه-مارينغالة،
- والدالة {\displaystyle u} قد تعتمد على كيفية تغيّر {\displaystyle Z} عبر الزمن، أي على مساره.

لاحقًا، جاء علماء آخرون ووسعوا النظرية أكثر:
- في سنة 1991، قدّم هانس-يورغن إنغلبيرت تعميمًا جديدًا.[3]

- وفي سنة 2007، قدّم توماس كورتز نسخة أوسع من النظرية الأصلية.[4]

كما أُجريت تعميمات على المعادلات في الفضاءات اللانهائية، مثل فضاءات بانخ (وهي نوع خاص من الفضاءات الرياضية الواسعة):
- مارتن أوندريات قدّم بحثًا في هذا الموضوع سنة 2004.[5]

- وفي سنة 2008، نشر كل من ميخائيل روكنر وبايرون شمولاند وشيشنغ زانغ دراسة موسّعة عن النظرية في أبعاد غير منتهية.[6]

- كما قدّم ستيفان تابّ سنة 2013 تعميمًا جديدًا للنظرية خاصًا بالحلول "اللطيفة"  في المعادلات التفاضلية الجزئية التصادفية.[7]

### النظير العكسي للنظرية
وللنظرية أيضًا وجه آخر يُسمى نظرية يامادا–واتانابي العكسية، وهي تقول العكس: إذا وُجد حل قوي وتفرد في التوزيع، فإن ذلك يكفي لوجود حل ضعيف مع تفرد مساري.
وقد بُرهن هذا "العكس" أول مرة على يد إنغلبيرت سنة 1991، ثم قدّم ألكسندر تشيرني نسخة أكثر عمومية منها سنة 2002.

## السياق العام
افترض أن لدينا عددين طبيعيين {\displaystyle n} و{\displaystyle r}، وأننا نعمل داخل فضاء الدوال المستمرة {\displaystyle C(\mathbb {R} _{+},\mathbb {R} ^{n})}، أي مجموعة الحركات التي تتغير بسلاسة عبر الزمن.
ننظر إلى المعادلة التفاضلية التصادفية التالية من نوع إيتو (Itô equation):
{\displaystyle dX_{t}=b(t,X)\,dt+\sigma (t,X)\,dW_{t},\quad X_{0}=x_{0}}
حيث:
- {\displaystyle b} و{\displaystyle \sigma } هما دالتان تُحددان كيف تؤثر اللحظة {\displaystyle t} والمسار السابق للحركة {\displaystyle X} في حركتها المستقبلية. هما دالتان متوقعتان، أي لا تتطلعان إلى المستقبل بل تتصرفان بحسب ما جرى.
- {\displaystyle W_{t}} هو حركة براونية ذات {\displaystyle r} أبعاد؛ أي نوع خاص من الضوضاء العشوائية المنتظمة.
- {\displaystyle x_{0}} هو الموضع الابتدائي المعروف والثابت (غير عشوائي).

---

## مصطلحات أساسية
- تفرد التوزيع :

يحدث إذا كانت لدينا حلّان للمعادلة يعيشان في عالمين مختلفين (أي فضاءين احتماليين مختلفين)، لكن إذا نظرنا إليهما من الخارج، نراهما يتوزعان بنفس الطريقة. مثل شخصين لا نعرف اسميهما ولا نشاهدهما مباشرة، لكن نعلم أن تصرفاتهما متشابهة بالضبط من حيث الاحتمالات.
- تفرد المسار:

إذا كان لدينا حلّان يستخدمان نفس العالَم ونفس الضوضاء العشوائية (أي نفس حركة براونية)، فنحن نطالب بأكثر من تشابه التوزيع: نريد أن يكون المساران متطابقين نقطةً بنقطة، أي أنهما في الحقيقة نفس الشيء، وهذا يحصل شبه حتمًا (بمعنى: باحتمال 1).
---

## نصّ النظرية
تقول نظرية يامادا–واتانابي ما يلي:
إذا تحقق لدينا تفرد المسار (أي إذا وُجد حلان يستخدمان نفس الضوضاء وتطابقا في كل لحظة)، فإن هذا يكفي لنضمن أن التوزيع أيضًا فريد — أي أن جميع الحلول تتوزع بنفس الطريقة، حتى لو لم تُبنَ بنفس الطريقة.
ولمزيد من القوة: إذا وُجد حل ضعيف لكل توزيع ابتدائي (أي على الأقل طريقة عشوائية واحدة تُعطي حلًا)، وكان لدينا تفرد في المسار، فذلك يعني وجود حل قوي ومتفرد في كل حالة ابتدائية.
وهذا ما يُعرف في المنطق الرياضي بـ "القياس من التفرد المساري إلى التفرد التوزيعي"، أي أن اليقين المحلي يولّد يقينًا عالميًا.

## توسعة جاكود
قدّم الرياضي الفرنسي جان جاكود تحسينًا لهذه النظرية، فقال:
إذا توفر لدينا حل ضعيف (أي لدينا طريقة لبناء حل)، وتفرد مساري (أي كل حلين متشابهين تمامًا إذا بُنيا بنفس الضوضاء)، فهذا يعني أن الحل الموجود هو أيضًا حل قوي أي يُمكن بناؤه مباشرة من الضوضاء فقط.
هذه التوسعة تحاول الإجابة عن سؤال: "هل الحظ وحده كافٍ لبناء نظامٍ دقيق؟ أم نحتاج أيضًا إلى يدٍ تحدد المسار خطوة بخطوة؟"